# Dufrenoya papillosa
Dufrenoya papillosa är en tvåhjärtbladig växtart som beskrevs av Hans Ulrich Stauffer. Dufrenoya papillosa ingår i släktet Dufrenoya och familjen Amphorogynaceae. Inga underarter finns listade i Catalogue of Life.